# マーベル・アンリミテッド
マーベル・アンリミテッド（Marvel Unlimited）とは、マーベル・エンターテインメント（ウォルト・ディズニー・カンパニー）の子会社によって運営されている、「マーベル・コミック」が読み放題の有料インターネットサービス（サブスクリプション・サービス）である。

## 概要
マーベル・スタジオ作品の原作となっているマーベル・コミックの出版物を配信するインターネットサービス。アメリカで2007年11月13日にマーベル・デジタル・コミック・アンリミテッドとして公開された。なお、日本でも利用可能。

## 歴史
2009年10月13日に、読み取り強化、サムネイルの高画質化、および検索できる出版物の内容充実など、大幅なリニューアルを全体的に行った。
2009年8月に、PlayStation Portableで配信すると発表され、2009年12月にサービスが開始された。
2013年3月11日、サービス名がマーベル・アンリミテッドに変更され、iOS 12で利用可能になると発表された。